# Wakacyjne pierdolenie twojej starej na basenie
Wakacyjne pierdolenie twojej starej na basenie – singiel z 2019 roku autorstwa Kukiego promujący album Summertime Holocaust Vol. 2.
W sierpniu 2021 nagranie uzyskało certyfikat złotej płyty.